# Микроблогинг
Микроблогинг (англ. micro-blogging) — разновидность блогинга. Позволяет пользователям писать короткие заметки и публиковать их; каждое такое сообщение может быть просмотрено и прокомментировано в режиме чата либо кем угодно, либо ограниченной группой лиц, которые могут быть выбраны пользователем. Эти сообщения могут быть переданы различными способами, включая такие, как текстовые сообщения, мгновенные сообщения, электронная почта или web-интерфейс.
Наиболее популярным сервисом микроблогинга является Twitter, который был открыт в июле 2006 года и в 2007 году выиграл Интернет-награду в категории блогов на конференции South by Southwest в Остине.
В мае 2007 года в одной статье по всему миру насчитали 111 сайтов, подобных «Твиттеру».
Многие сайты с микроблогами работают на свободном ПО GNU social и поддерживают обмен сообщениями и комментариями между ними. Примером такого сайта была Identi.ca до перехода на ПО pump.io.

## Смешанные сервисы
Норвежские разработчики также открыли сервис под названием Folkstr, в котором микроблогинг интегрирован с социальной сетью. В 2007 открылся Tumblr, отличающийся возможностью легко делиться разноформатным контентом, а в мае 2008 стартовал Plurk, отличительными чертами которого являются размещение сообщений на таймлайне и более простое комментирование.
Сайты на основе ПО pump.io (то есть, первого веб-интерфейса к нему) поддерживают форматирование и не имеют необычного ограничения на длину сообщения, но в основном имеют схожий с микроблогами формат, унаследованный от GNU social.

## Интеграция с другими сайтами
Популярные социальные сети Facebook, MySpace и российский ВКонтакте также имеют функцию микроблогинга, называемую «обновление статуса» (англ. «status update») и «статус» (ВКонтакте). В блогах Яндекса функция микроблогинга называется «сменить настроение».
Появилось множество новостных сервисов с такой же функцией микроблогинга. Основатель Digg Кевин Роуз совместно с тремя другими разработчиками открыл сервис Pownce, в котором микроблогинг интегрирован с обменом файлов и раздачей приглашений («инвайтов»). Сервис был закрыт в декабре 2008 года.

### Конфликт Livejournal и LjChat
1 июня 2009 года в различных СМИ появились сообщения о запуске сервиса микроблогов для пользователей ЖЖ. Однако 2 июня компания СУП (владелец Livejournal) опровергла свою причастность к созданию LjChat.ru и предупредила своих пользователей о возможном риске ввода паролей. Информация о конфликте, широко распространившаяся в Рунете, привела к смене системы идентификации в LjChat, сделав привязку к ЖЖ необязательной функцией. Однако сервис по-прежнему предоставляет своим пользователям возможность входа по OpenID, предлагая использовать этот вариант в случае необходимости функции дублирования (кросспостинга) постов в ЖЖ и использования списка друзей Livejournal.

### Конфликт ВКонтакте с пользователями
2 августа 2010 года администрация ВКонтакте впервые показала режим микроблога, изменяющий стандартный вид индивидуальной гостевой книги пользователя («Стена»). Таким образом на «стене» можно оставлять комментарии к любым записям. Сама запись представляет собой текст, картинку, аудио- или видеозапись. Функция была введена для всех, но многим пользователям не понравился новый вид. Число протестовавших против нововведения лишь по официальным данным достигло полутора миллионов. 4 августа администрация ресурса вернула предыдущее состояние.
Функция, несмотря на отмену, была переписана, её можно было активировать в настройках аккаунта.
20 октября 2010 администрация вновь лишила пользователей возможности отказаться от использования микроблогов, мотивировав это непозволительно большим количеством ресурсов, которые отнимает поддержка возможности выбора старого дизайна. Это породило вторую волну протестов — гораздо большей интенсивности. Конфликт достиг такой стадии, когда он уже грозит перерасти локальные рамки.
Сервис «Микроблоги» на Вконтакте вызвал волну гневных публикаций со стороны его пользователей, которые протестуют против внесенных изменений в дизайне и откровенного заимствования администрацией ресурса идей Twitter и Facebook.

### Mail.Ru Group
Попытку предприняла компания Mail.Ru Group, запустив 16 января 2012 года службу микроблогинга Футубра. Спустя год после открытия, 20 декабря было объявлено о закрытии проекта из-за отсутствия устойчивого роста.